# 上官经野
上官经野（？—？），唐朝官员。父上官庭璋，太子仆。祖父为唐高宗宰相上官仪。

## 生平
唐玄宗天宝九载（750年）二月，上官经野时任中大夫、使持节鄱阳郡诸军事、检校鄱阳郡太守，爵封天水郡开国公。在任上为唐玄宗造钟一口。天宝五载（746年）八月饶州刺史为李良，九载（750年）十月刺史为张渐，上官经野在任当在此期间。上官经野官终平原郡太守。十二载（753年）正月颜真卿被出为平原郡守，可见当时上官经野已不在任。

## 親屬
其妻為扶风郡君韦氏。